# Чекмекёй
Чекмекёй (тур. Çekmeköy) — район провинции Стамбул (Турция).

## История
Во времена Османской империи это были малонаселённые места, где производились лесозаготовки по заданию благотворительных фондов, основанных различными валиде-султан. Развитие района началось лишь в 1970-х годах, когда мост через Босфор облегчил сообщение между европейской и азиатской частями Стамбула.